# 1000-km-Rennen von Monza 1984

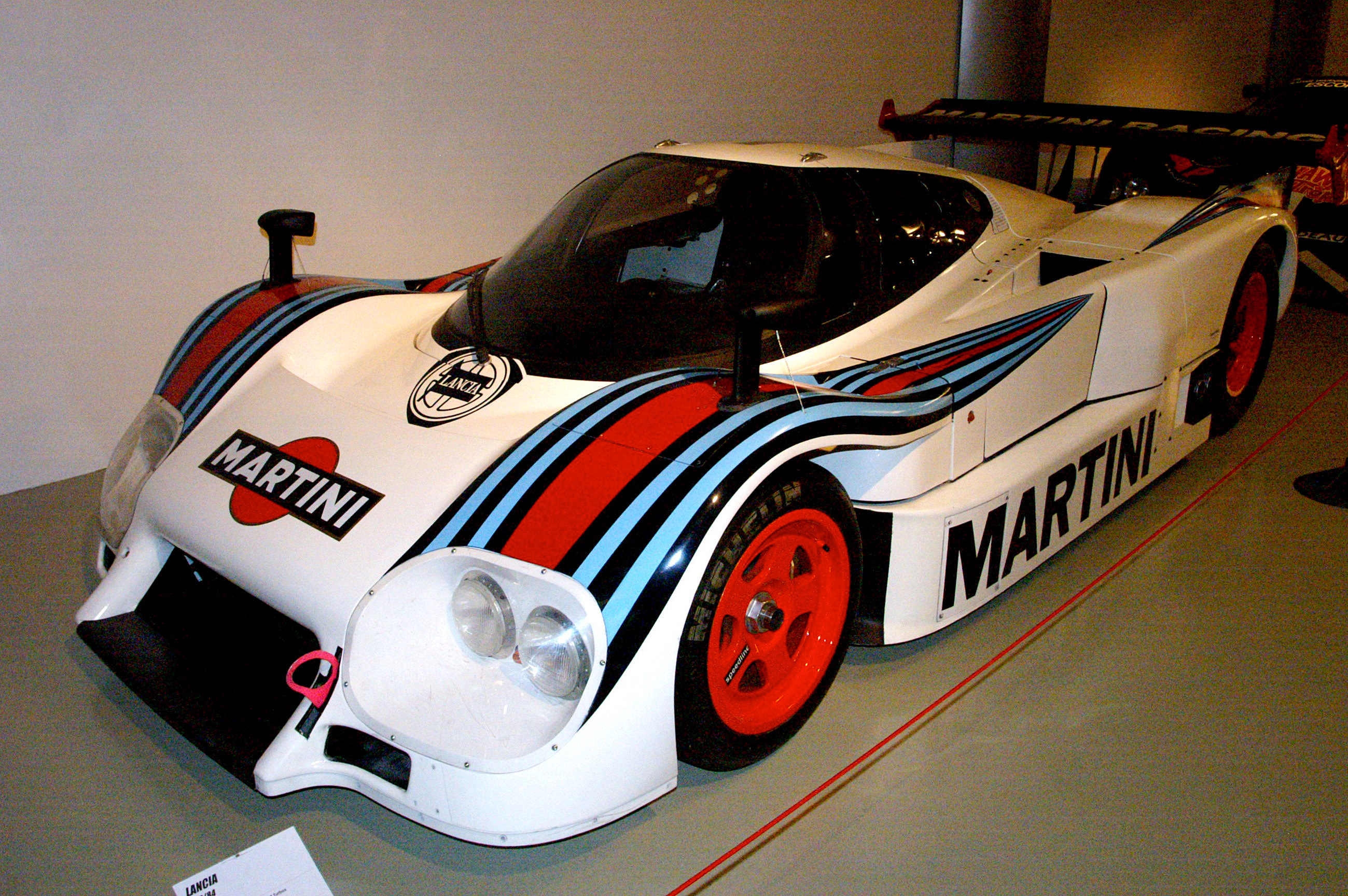
Lancia LC2-84

Das 25.  1000-km-Rennen von Monza, auch Trofeo Filippo Caracciolo, Autodromo Nazionale di Monza, fand am 23. April 1984 auf dem Autodromo Nazionale di Monza statt und war der erste Wertungslauf der Sportwagen-Weltmeisterschaft dieses Jahres.

## Das Rennen
Der erste Sportwagen-Weltmeisterschaftslauf der Saison ging turbulent zu Ende. Im Vorfeld gab es bereits endlose Diskussionen zwischen der FIA und den Verantwortlichen der IMSA über die Harmonisierung der unterschiedlichen technischen Reglements. Eine Folge der Gespräche war das Anheben des Mindestgewichts der Rennwagen der C1-Klasse auf 850 kg ohne Treibstoffe und Fahrer. Diese Maßnahme unterlief die Arbeiten von Porsche und Lancia, die in der Winterpause die Werkswagen adaptierten und leichter machten. Die Werks-Porsche 956 wogen durch Verbesserungen an Fahrwerk und Karosserie – unteren anderem gab es neue Aufhängungen aus Titan – nurmehr 810 kg. Die Werks-Lancia L2-84 835 kg. Es musste daher Ballast mitgeführt werden, der sich bei Porsche im Fußraum des Notsitzes befand. Prompt kam es nach dem Rennen bei zwei Wagen zum Unterschreiten des Gewichtslimits. Der zweitplatzierte Porsche 956 von Jacky Ickx und Jochen Mass war beim Wiegen nach dem Rennen um zwei kg zu leicht. Der drittplatzierte Lancia von Paolo Barilla und Mauro Baldi lag sechs kg unter dem erlaubten Limit. Beide Fahrzeuge wurden von der Rennleitung disqualifiziert, was vor allem bei Porsche-Rennleiter Peter Falk zu heftigen Protesten führte. Er warf den technischen Delegierten der FIA schlampige Messmethoden vor, da der Porsche nach dem Qualifikationstraining mit leeren Tanks noch 855 kg schwer war. Der eingelegte Protest wurde im Frühsommer behandelt. Da der Waage ein aktuelles Überprüfungszertifikat fehlte, wurden beide Wagen wieder in der Wertung genommen.
Bis zur Halbzeit des Rennens sahen die Zuschauer ein spannendes Rennen, in dem die Führung mehrmals wechselte und die beiden Werks-Lancia das Tempo der Porsche 956 fahren konnten. Das Rennen wurde durch Probleme bei Lancia entschieden. Riccardo Patrese verlor die Führung, weil erst die Bremsbeläge getauscht werden mussten und er danach in seiner ersten Runde nach dem Stopp den Wagen überbremste und einen Unfall hatte. Bei der folgenden Reparatur verlor er elf Runden an den Boxen. Der Wagen fiel im weiteren Rennverlauf nach einem Motorbrand endgültig aus. Beim zweiten Lancia von Barilla und Baldi konnte nach einem planmäßigen Tankstopp der Motor nicht mehr gestartet werden. Der Einbau einer neuen Batterie kostete fünf Rennrunden. In der zweiten Halbzeit dominierten die beiden Werks-Porsche das Rennen, die mit einem Abstand von 23 Sekunden einen Doppelsieg – mit Stefan Bellof und Derek Bell im siegreichen 956 – einfuhren.

## Ergebnisse

### Schlussklassement
| 1               | C1       | 2   | Rothmans Porsche          | Stefan Bellof Derek Bell                            | Porsche 956             | 173 |
| 2               | C1       | 1   | Rothmans Porsche          | Jacky Ickx Jochen Mass                              | Porsche 956             | 173 |
| 3               | C1       | 5   | Martini Racing            | Mauro Baldi Paolo Barilla                           | Lancia LC2-84           | 168 |
| 4               | C1       | 19  | Brun Motorsport           | Hans-Joachim Stuck Walter Brun Harald Grohs         | Porsche 956             | 167 |
| 5               | C1       | 14  | GTi Engineering           | Jonathan Palmer Jan Lammers                         | Porsche 956             | 159 |
| 6               | C1       | 12  | Schornstein Racing Team   | Volkert Merl Dieter Schornstein                     | Porsche 956             | 155 |
| 7               | C1       | 46  | Pierre Yver               | Pierre Yver Bernard de Dryver                       | Rondeau M382            | 152 |
| 8               | C2       | 67  | BF Goodrich               | Jim Busby Rick Knoop                                | Lola T616               | 145 |
| 9               | B        | 101 | Jens Winther              | Jens Winther Lars-Viggo Jensen                      | BMW M1                  | 144 |
| 10              | C2       | 77  | Ecurie Ecosse             | Ray Mallock Mike Wilds David Duffield               | Ecosse C284             | 141 |
| 11              | C2       | 89  | Jolly Club                | Carlo Facetti Martino Finotto                       | Alba AR2                | 140 |
| 12              | C2       | 72  | Gebhardt Motorsport       | Frank Jelinski Cliff Hansen                         | Gebhardt JC842          | 136 |
| 13              | B        | 117 | Strandell Racing          | Kenneth Leim Tomas Wiren                            | Porsche 930             | 134 |
| 14              | B        | 114 | Michel Lateste            | Michel Lateste Michel Bienvault                     | Porsche 930             | 132 |
| Nicht klassiert |          |     |                           |                                                     |                         |     |
| 15              | C2       | 68  | BF Goodrich               | Boy Hayje Dieter Quester                            | Lola T616               | 116 |
| 16              | B        | 113 | Hobby Rallye              | Mario Regusci Jean-Pierre Frey Olindo Del-Thé       | Porsche 930             | 96  |
| Ausgefallen     |          |     |                           |                                                     |                         |     |
| 17              | C1       | 4   | Martini Racing            | Riccardo Patrese Bob Wollek                         | Lancia LC2-84           | 132 |
| 18              | C1       | 55  | Skoal Bandit Porsche Team | Rupert Keegan Guy Edwards                           | Porsche 956             | 96  |
| 19              | B        | 102 | Racing Team Jürgensen     | Edgar Dören Hans-Christian Jürgensen Walter Mertes  | BMW M1                  | 93  |
| 20              | C1       | 33  | Skoal Bandit Porsche Team | Thierry Boutsen David Hobbs                         | Porsche 956B            | 87  |
| 21              | C1       | 6   | Jolly Club                | Beppe Gabbiani Pierluigi Martini                    | Lancia LC2-83           | 80  |
| 22              | IMSA GTP | 132 | Lyncar Motorsport Ltd.    | Les Blackburn Costas Los                            | Lyncar MS83             | 78  |
| 23              | C1       | 47  | Obermaier Racing          | Axel Plankenhorn Jürgen Lässig George Fouché        | Porsche 956             | 70  |
| 24              | IMSA GTX | 131 | Vittorio Coggiola         | Vittorio Coggiola Carlo Franchi Gianni Mussato      | Porsche 935             | 60  |
| 25              | C2       | 93  | Jean-Philippe Grand       | Jean-Philippe Grand Jean-Paul Libert Pascal Witmeur | Rondeau M379C           | 45  |
| 26              | C2       | 81  | Jolly Club                | Almo Coppelli Davide Pavia                          | Alba AR2                | 36  |
| 27              | B        | 104 | Wolf-Georg von Staehr     | Wolf-Georg von Staehr Ulli Richter                  | Porsche 924 Carrera GTS | 32  |
| 28              | C1       | 9   | Brun Motorsport           | Oscar Larrauri Massimo Sigala                       | Porsche 956             | 19  |
| 29              | B        | 115 | Raymond Touroul           | Valentin Bertapelle Raymond Touroul                 | Porsche 930             | 18  |
| 30              | C1       | 7   | Joest Racing              | Klaus Ludwig Stefan Johansson Henri Pescarolo       | Porche 956              | 17  |
| 31              | C1       | 34  | John Fitzpatrick Racing   | Renzo Zorzi Giorgio Francia                         | Porsche 956             | 14  |
| 32              | B        | 111 | Charles Ivey Racing       | Paul Haas Margie Smith-Haas                         | Porsche 930             | 11  |
| Nicht gestartet |          |     |                           |                                                     |                         |     |
| 33              | C1       | 13  | Primagaz Team Cougar      | Alain de Cadenet Gianni Giudici Yves Courage        | Cougar C01B             | 1   |
| 34              | C1       | 21  | Charles Ivey Racing       | John Cooper Dudley Wood                             | Grid S2                 | 2   |
| 35              | C1       | 35  | Procar Automobil AG       | Huub Rothengatter Clemens Schickentanz              | Sehcar C83              | 3   |
| 36              | B        | 116 | Georg Memminger           | Georg Memminger Heinz Kuhn-Weiss Bruno Rebai        | Porsche 930             | 4   |
| 37              | C1       | 1T  | Rothmans Porsche          | Stefan Bellof Jochen Mass Derek Bell Jacky Ickx     | Porsche 956             | 5   |

1 Motorschaden im Training
2 Dudley Wood erkrankt
3 Motorschaden im Training
4 nicht gestartet
5 Trainingswagen

### Nur in der Meldeliste
Hier finden sich Teams, Fahrer und Fahrzeuge, die ursprünglich für das Rennen gemeldet waren, aber aus den unterschiedlichsten Gründen daran nicht teilnahmen.
| Pos. | Klasse | Nr. | Team                 | Fahrer                                              | Chassis        |
| ---- | ------ | --- | -------------------- | --------------------------------------------------- | -------------- |
| 38   | C1     | 11  | Kees Kroesemeijer    | Kees Kroesemeijer                                   | Porsche CK5    |
| 39   | C1     | 15  | Joest Racing         |                                                     | Porsche 936C   |
| 40   | C1     | 27  | Scuderia Bellancauto |                                                     | Ferrari 512 BB |
| 41   | C1     | 41  | Charles Graemiger    | Loris Kessel Laurent Ferrier                        | Cheetah G604   |
| 42   | C1     | 45  | Christian Bussi      | Christian Bussi                                     | Rondeau M382   |
| 43   | C2     | 70  | Spice Engineering    | Gordon Spice Neil Crang Ray Bellm                   | Tiga GC84      |
| 44   | C2     | 73  | Gebhardt Motorsport  |                                                     | Gebhardt JC843 |
| 45   | C2     | 82  | Maurizio Gellini     | Maurizio Gellini Pasquale Barberio Gerardo Vatielli | Alba AR3       |
| 46   | C2     | 88  | Ark Racing           | Max Payne Chris Ashmore                             | Ceekar 83J-1   |
| 47   | C2     | 90  | Spice Engineering    | Ray Bellm                                           | Tiga GC84      |
| 48   | C2     | 99  | Roy Baker            | Roy Baker John Sheldon                              | Tiga GC284     |
| 49   | B      | 118 | Gerard Brucelle      | Gerard Brucelle Jean-Jacques Vernier                | Porsche 930    |
| 50   | B      | 119 | Jolly Club           | Luigi Colzani Antonio Farina                        | Porsche 930    |

### Klassensieger
| Klasse   | Fahrer                  | Fahrer            | Fahrzeug    | Platzierung im Gesamtklassement |
| -------- | ----------------------- | ----------------- | ----------- | ------------------------------- |
| C1       | Stefan Bellof           | Derek Bell        | Porsche 956 | Gesamtsieg                      |
| C2       | Jim Busby               | Rick Knoop        | Lola T616   | Rang 8                          |
| B        | Jens Winther            | Lars-Viggo Jensen | BMW M1      | Rang 9                          |
| IMSA GTP | kein Teilnehmer im Ziel |                   |             |                                 |
| IMSA GTX | kein Teilnehmer im Ziel |                   |             |                                 |

### Renndaten
- Gemeldet: 50
- Gestartet: 32
- Gewertet: 14
- Rennklassen: 5
- Zuschauer: 8000
- Wetter am Renntag: warm und trocken
- Streckenlänge: 5,800 km
- Fahrzeit des Siegerteams: 5:06:15,800 Stunden
- Gesamtrunden des Siegerteams: 173
- Gesamtdistanz des Siegerteams: 1003,400 km
- Siegerschnitt: 196,576 km/h
- Pole Position: Stefan Bellof – Porsche 956 (#2) – 1:35,850 = 217,840 km/h
- Schnellste Rennrunde: Riccardo Patrese – Lancia LC2-84 (#4) – 1:38,000 = 213,061 km/h
- Rennserie: 1. Lauf zur Sportwagen-Weltmeisterschaft 1984